# Pelegrín Esteve
Pelegrín Esteve Magnet (ur. 22 maja 1901 w Barcelonie, zm. 2 czerwca 1968 tamże) – hiszpański strzelec, olimpijczyk.
Brał udział w igrzyskach olimpijskich w 1948 roku (Londyn). Wystartował tylko w konkurencji pistoletu szybkostrzelnego z 25 m, w której zajął przedostatnie 58. miejsce.

## Wyniki

### Igrzyska olimpijskie
| Igrzyska    | Konkurencja                   | Wynik              | Miejsce | Źródło |
| ----------- | ----------------------------- | ------------------ | ------- | ------ |
| Londyn 1948 | Pistolet szybkostrzelny, 25 m | 447 pkt. (238–209) | 58      | [ 1 ]  |